# Operación Backbone

Mapa de la situación militar en el continente europeo en enero de 1942.

Mapa de la situación militar en el continente europeo a finales de noviembre de 1942.

La operación Backbone ("espina dorsal") fue un plan diseñado por los Aliados en 1942, durante la Segunda Guerra Mundial para invadir España si esta entraba en la contienda a favor de las potencias del Eje, o bien era invadida por ellas. 
El objetivo principal era preservar el control británico de Gibraltar y su estrecho. Los aliados planeaban ocupar militarmente el sur de España hasta la barrera natural de sierra Morena, así como el protectorado de Marruecos, colonizado por España, para dominar y proteger el estrecho de Gibraltar y asegurar el éxito de los desembarcos aliados en el norte de África controlado por la Francia de Vichy. 
El ataque fue diseñado principalmente por los británicos, y habría empezado si los alemanes hubieran cruzado los Pirineos. La inteligencia británica estimaba que el ejército español, mal equipado, podría movilizar unos 135.000 soldados, 200 carros de combate anticuados y una marina y aviación insuficientes e igualmente atrasadas. Los aliados habían concebido una primera fase de tres acciones simultáneas:
1. Toma de Tánger y Tetuán avanzando hacia el norte, desde el Marruecos francés, por Uezán y Alcazarquivir (si se demostraba que podía utilizarse esta carretera), con fuerte cobertura aérea.
2. Toma de Ceuta, para eliminar sus ocho cañones de costa,[2] desembarcando 20 kilómetros al sur y, de ser posible, lanzando paracaidistas también al sur, mientras bombardeaban intensamente la ciudad.
3. Toma de Melilla y de su aeropuerto desde el este.

La toma de Tánger era el objetivo prioritario, sobre todo si no se lograba tomar Ceuta, que era el objetivo más difícil. El general George Patton puso muchas objeciones a causa de lo agreste del terreno y la mala calidad de las vías de comunicación. Para él bastaba asegurar la carreto entre Tánger y Larache, de forma que hubiera una ruta alternativa para comunicar el Mediterráneo con el puerto de Casablanca. 
Como operación de distracción, procuraron intoxicar a la inteligencia alemana con la falsa información de que la invasión se realizaría por Casablanca y Dakar (Senegal). Al final, el desembargo aliado se realizó en Safi, Casablanca, Port Lyautey, Fedhala, Orán, Argel y Bugía (es decir, en el Marruecos francés y en Argelia) en las primeras horas de la madrugada del 8 de noviembre de 1942, y logró el efecto sorpresa.